# جاذبه‌های گردشگری استان سمرقند

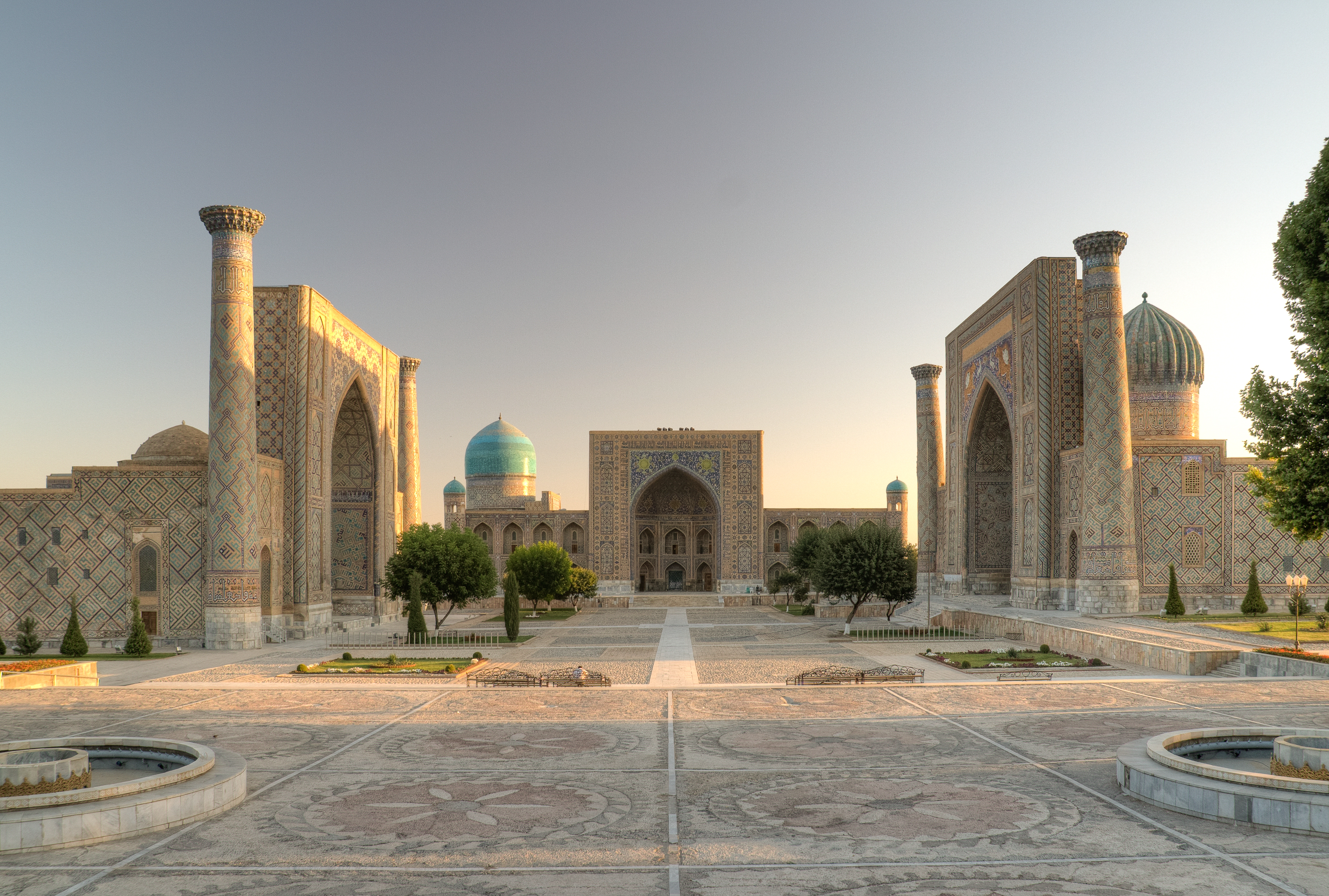
میدان ریگستان

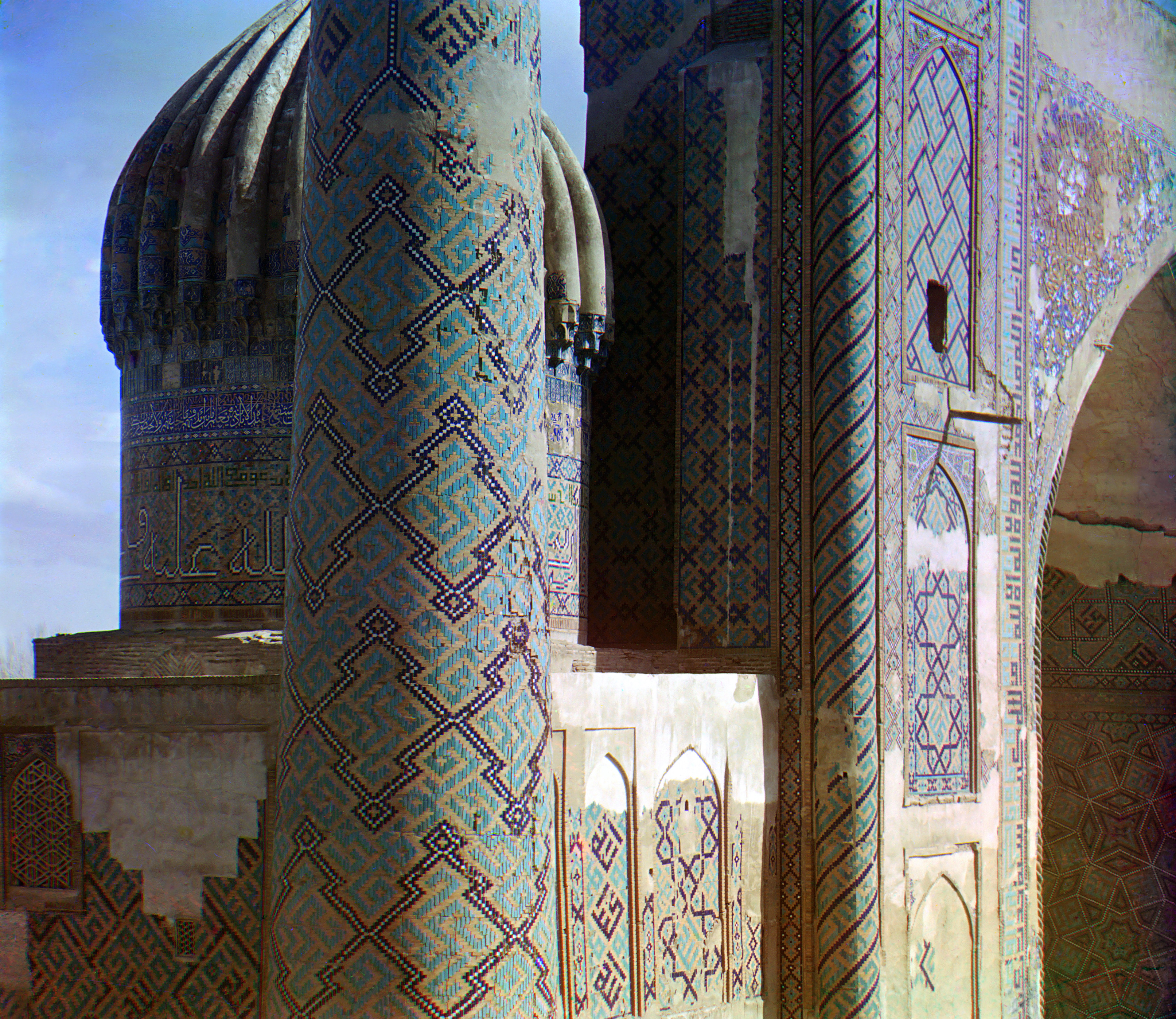
مدرسهٔ شیردار

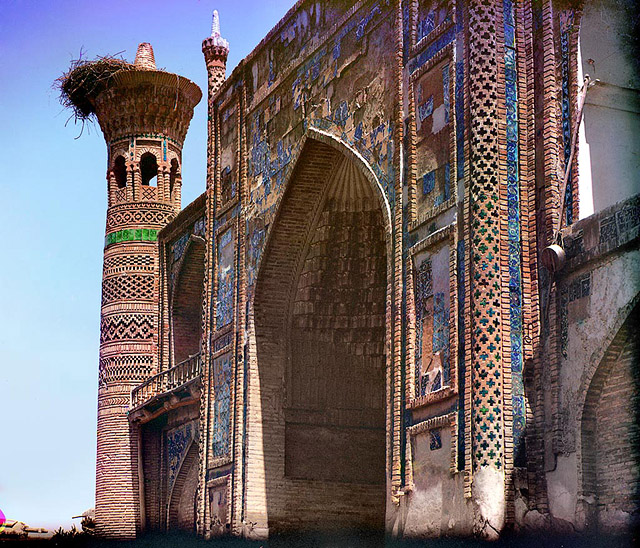
سردر دانشگاه الغ‌بیگ

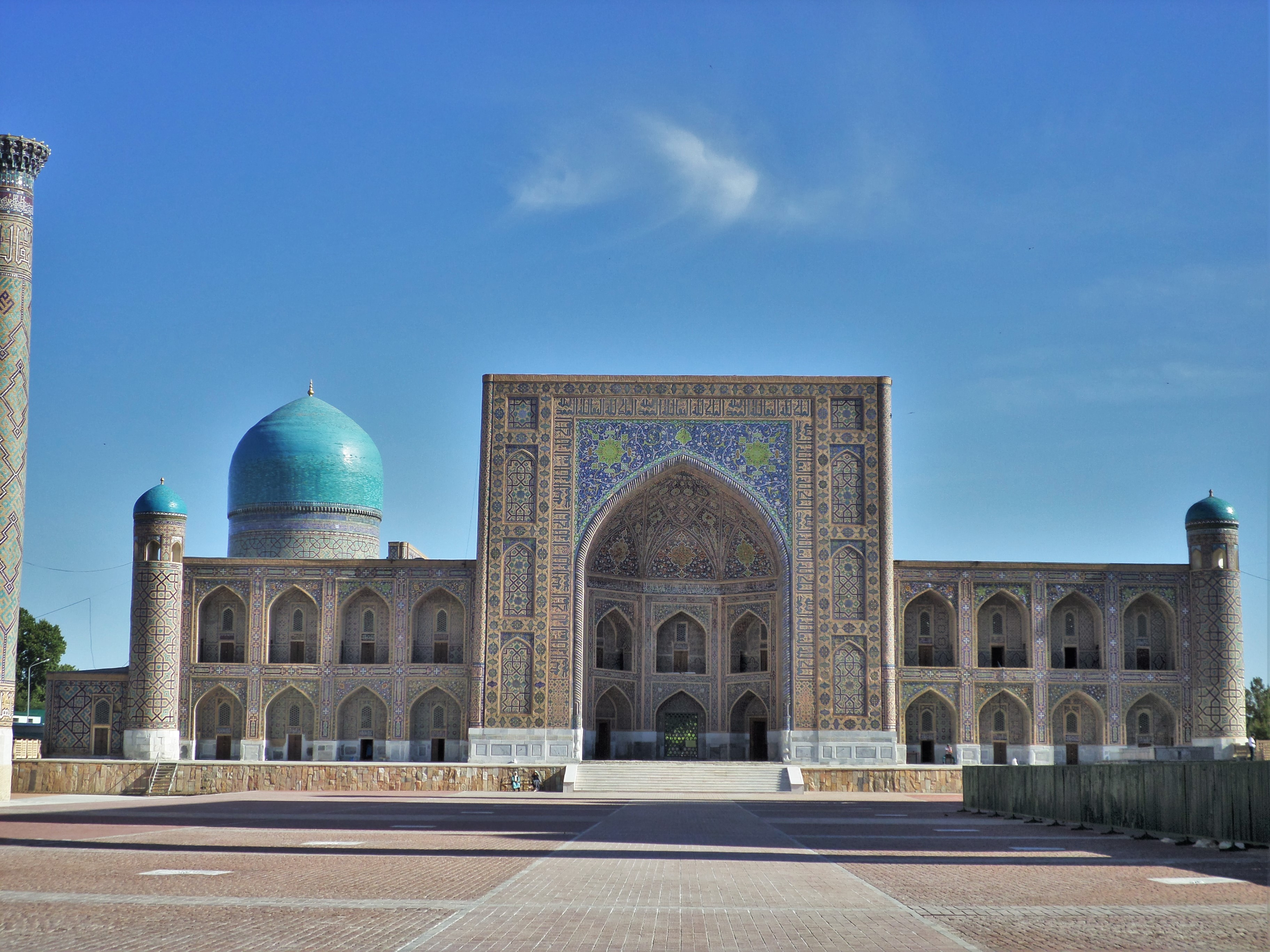
مدرسهٔ طلاکاری

سمرقند؛ از بزرگ‌ترین شهرهای پهنه تمدنی زبان فارسی است که در برهه‌هایی از تاریخ مرکزیت سیاسی، فرهنگی و دانشی هم داشته‌است. این شهر بیش از دو هزار سال نقطه‌ٔ کلیدی میان چین و اروپا در جاده بزرگ ابریشم بوده‌است. سمرقند؛ نخستین شهری‌ست که نامش در کتاب شهرستان‌های ایرانشهر (که دربردارندهٔ آگاهی‌های شهرهای کشور ایران بود) آمده‌است. در زیر نام برخی از جاذبه‌های گردشگری این شهر آمده‌است:
- آرامگاه امام بخاری در روستای خرتنگ
- گور امیر
- نقش افراسیاب
- مسجد خضر سمرقند
- مسجد بی بی خانم
- آرامگاه بی‌بی خانم
- ریگستان
- مدرسه شیردار
- مدرسه طلاکاری
- مدرسه الغ‌بیگ
- رصدخانه الغ بیگ
- کلیسای یحیای مقدس (سمرقند)
- موزه صدرالدین عینی
- تندیس جامی و امیر نوایی
- سازهٔ ساغرچی در کوی روح‌آباد (آرامگاه برهان‌الدین ساغرچی از شیوخ سدهٔ هفتم در کنار آرامگاه نورالدین بصیر)
- آرامگاه شاه زنده
- آرامگاه خواجه احرار ولی[۱]